# Trefacio
Trefacio è un comune spagnolo di 211 abitanti situato nella comarca di Sanabria, provincia di Zamora, appartenente alla comunità autonoma di Castiglia e León.